# Моноізотопний елемент
Моноізотопний елемент, мононуклідний елемент, ізотопно-чистий елемент, однорідний елемент — хімічний елемент, характеристичний ізотопний склад якого включає лише один ізотоп. Іншими словами, такий елемент представлений в природі тільки одним ізотопом.
Зараз до моноізотопних елементів відносять 21 елемент: берилій, фтор, натрій, алюміній, фосфор, скандій, манган, кобальт, арсен, ітрій, ніобій, родій, йод, цезій, празеодим, тербій, гольмій, тулій, золото, бісмут і протактиній. Решту 63 природних елементи називають поліізотопними. Хоча в природі присутні слідові кількості довгоживучих ізотопів таких радіоактивних елементів як технецій, плутоній тощо, до моноізотопних елементів відносять тільки елементи, для яких визначено характеристичний ізотопний склад.
Слід зазначити, що поділ елементів на моноізотопні й поліізотопні є умовним і залежить від загальноприйнятого характеристичного ізотопного складу елементів. Так, наприклад, до недавнього часу для протактинію не встановлювався характеристичний ізотопний склад і його не можна було віднести до моноізотопних, а в торію нехтували вмістом ізотопу торій-230 і він, таким чином, вважався моноізотопним елементом.
Іноді моноізотопними елементами називають елементи, що мають тільки один стабільний нуклід. За цим визначенням до моноізотопних елементів належать 26 елементів: берилій, фтор, натрій, алюміній, фосфор, скандій, манган, кобальт, арсен, ітрій, ніобій, родій, йод, цезій, празеодим, тербій, гольмій, тулій, золото, ванадій, рубідій, індій, лантан, лютецій, реній і європій. Це визначення більш універсальне, оскільки не залежить від значення характеристичного ізотопного складу елемента, але при цьому нехтує той факт, що природні рубідій, європій, індій і реній містять співмірні кількості радіоактивних і стабільних ізотопів, тому їх у принципі не можна розглядати як ізотопно-чисті елементи.
Атомна маса моноізотопного елемента дорівнює масі атома одного єдиного ізотопу і тому може бути визначена зі значно більшою точністю, ніж у поліізотопних елементів.